# Lagoa dos Patos
A Lagoa dos Patos é uma laguna localizada no estado do Rio Grande do Sul, no Brasil. É a maior laguna costeira estrangulada do mundo e a maior laguna costeira da América do Sul. Tem 265 quilômetros de comprimento, 60 quilômetros de largura (na sua cota máxima), 7 metros de profundidade, e uma superfície de 10 144 km². Estende-se na direção norte-nordeste-sul-sudoeste paralelamente ao Oceano Atlântico, do qual é separada por uma península.

## História
O nome estaria ligado às tribos de índios que habitavam a região do Rio Grande do Sul, conhecidos como "patos". Outra versão conta que a origem do nome desta laguna teria ocorrido em 1554, quando viajavam para a região do Prata algumas embarcações espanholas que, acossadas por um temporal, viram-se na contingência de procurar abrigo na barra do Rio Grande. Aí deixaram fugir alguns patos que traziam a bordo e de tal modo se deram bem as aves com o lugar, que se reproduziram assombrosamente, chegando a coalhar a superfície das águas da laguna, dando-lhe o nome. No entanto, essa versão não encontra corroboração em registros históricos.

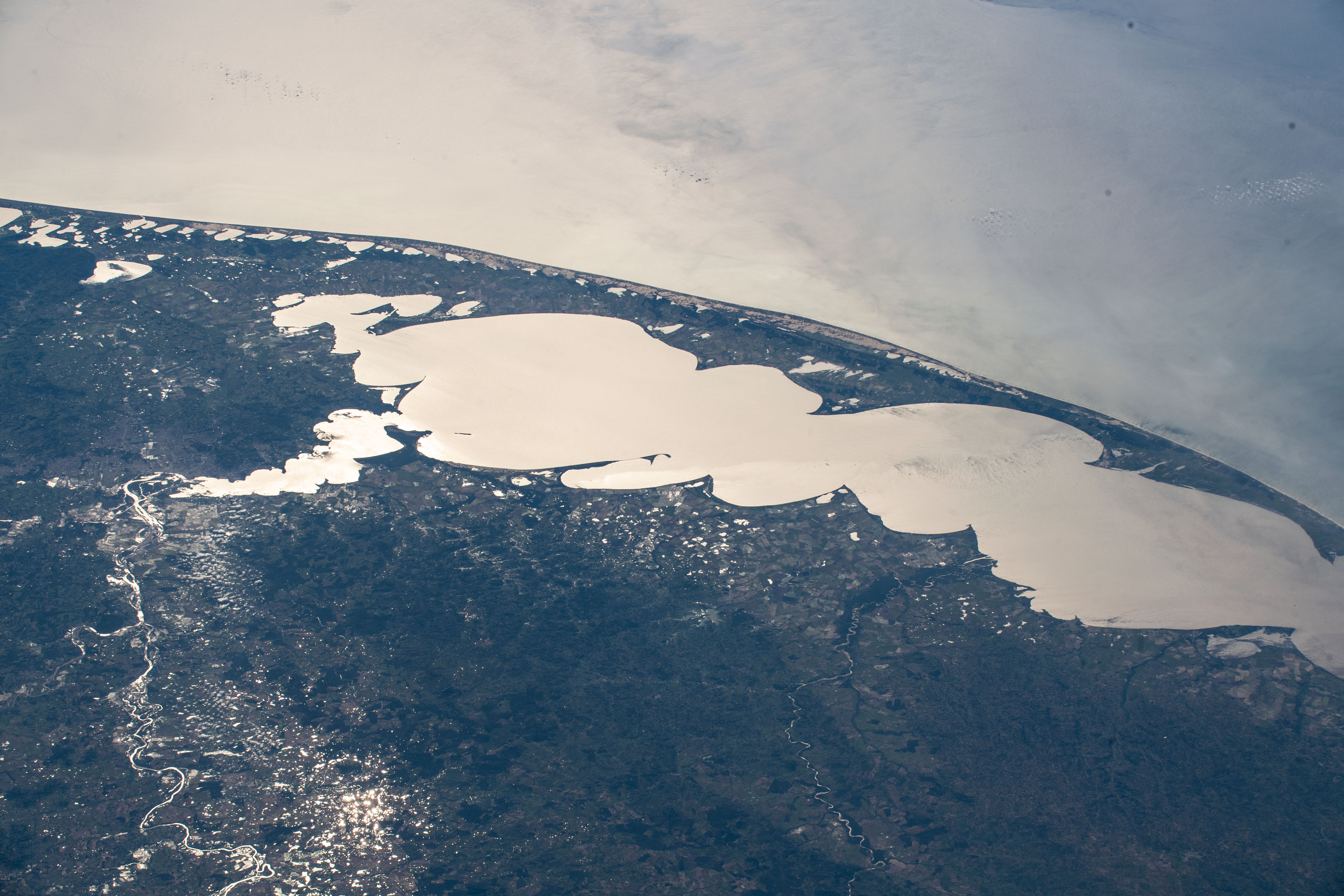
Vista a partir da Estação Espacial Internacional (tomada em 17 de novembro de 2019)

## Os primeiros mapas da lagoa dos Patos
Em 1548, consta no mapa de Mercator uma foz sem nome que parece ser a mais antiga menção documentada e atualmente acessível da Lagoa dos Patos. Porém, a falta de indicações não permite conclusões definitivas. Os primeiros esboços da lagoa (então considerada o próprio Rio Grande) já eram demonstrados em mapas holandeses décadas antes da colonização portuguesa na região. Pelo que se sabe até agora, o primeiro cartógrafo dos Países Baixos a registrar o Rio Grande foi Frederick de Wit, em seu atlas de 1670.
Já o primeiro registro cartográfico feito por um neerlandês a mostrar o suposto rio com um formato próximo ao que é conhecido hoje da laguna dos Patos foi Nicolaas Visscher, em 1698. Apesar de ele não ter sido o primeiro a mencionar os índios Patos que habitavam suas margens e boa parte do litoral do Rio Grande do Sul e de Santa Catarina, foi ele quem associou esse nome à referida laguna. Por volta de 1720, açorianos vindos de Laguna chegaram à região de São José do Norte para buscar o gado cimarrón vindo das missões, possibilitando a posterior fundação do Forte Jesus, Maria, José e de Rio Grande, em 1737.

## Geografia

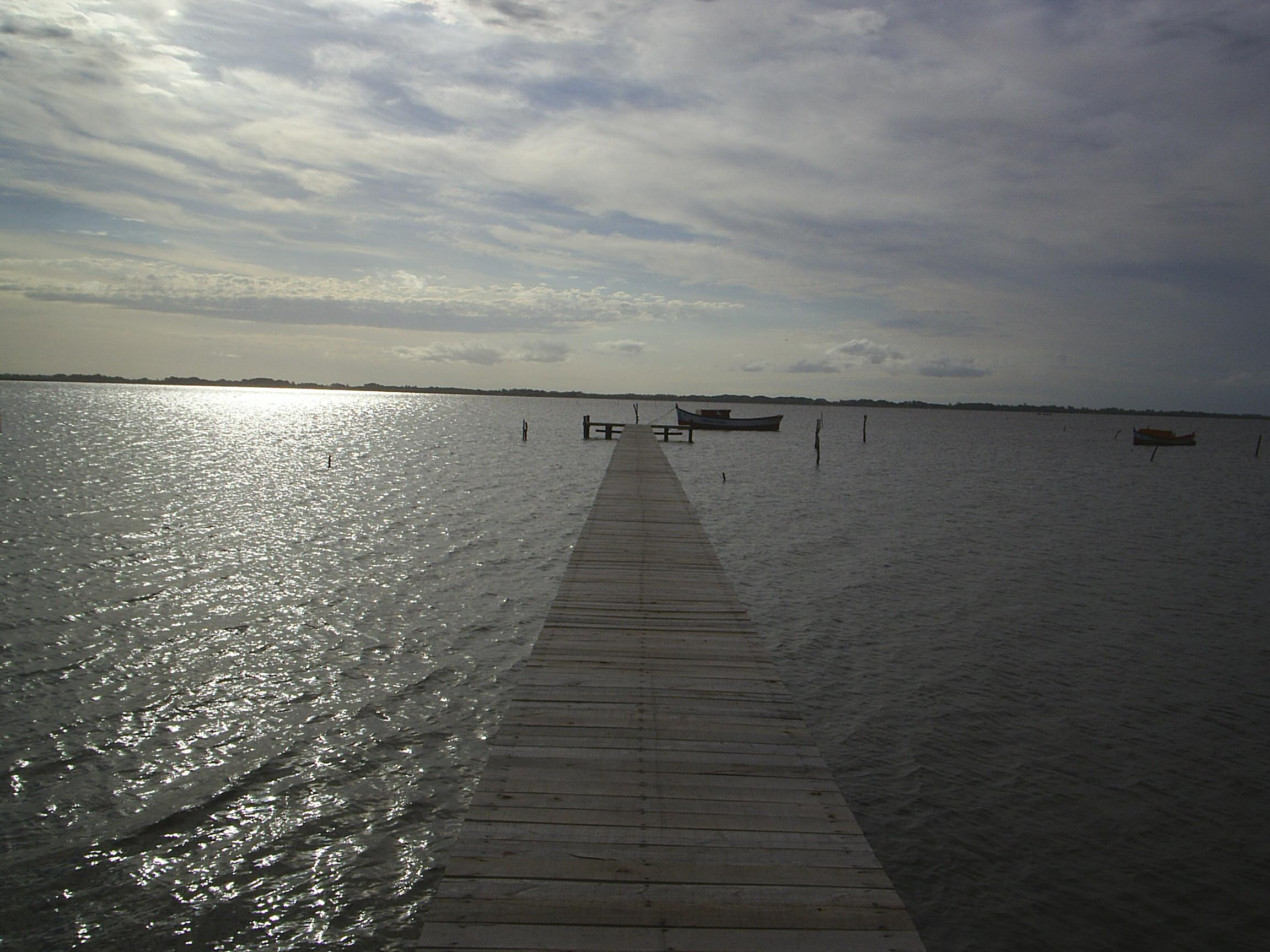
Píer na ilha dos Marinheiros, a maior ilha da lagoa

A nordeste encontra a lagoa do Casamento e a noroeste o lago Guaíba, que faz a transição entre a Lagoa dos Patos e o delta do Rio Jacuí, formado pelos rios Caí, Gravataí, Jacuí e rio dos Sinos.
Ao sul, a laguna tem sua extremidade ligada ao Oceano Atlântico por um estreito canal, motivo pelo qual sua água é salobra. Além disso, comunica-se com a lagoa Mirim pelo canal de São Gonçalo.
Perto do seu estuário, também ao sul, encontram-se as cidades de Rio Grande e São José do Norte, que delimitam o Canal do Norte, na Barra do Rio Grande, onde ela se liga ao oceano.
Ela é navegável por embarcações fluviomarítimas de até 5,10 metros de calado, de Rio Grande a Porto Alegre. A fim de garantir o acesso de embarcações de maior porte, mantém-se a profundidade  através de dragagem sistemática e constante em alguns pontos. As condições de navegação na Lagoa dos Patos podem tornar-se desfavoráveis sob condições de ventos fortes, principalmente para embarcações de pequeno e médio porte. Com ventos fortes, normalmente formam-se pequenas vagas e carneiros em toda extensão da Lagoa.
A lagoa é uma fonte quase que inesgotável de água para irrigação agrícola, sendo importante para o sustento e o desenvolvimento socioeconômico do local. Porém, na metade sul, em tempos de estiagem, a água pode sofrer salinização, prejudicando seu uso para a agricultura e beneficiando a pesca artesanal de camarão e tainha.

## Lagoa, lago ou laguna?

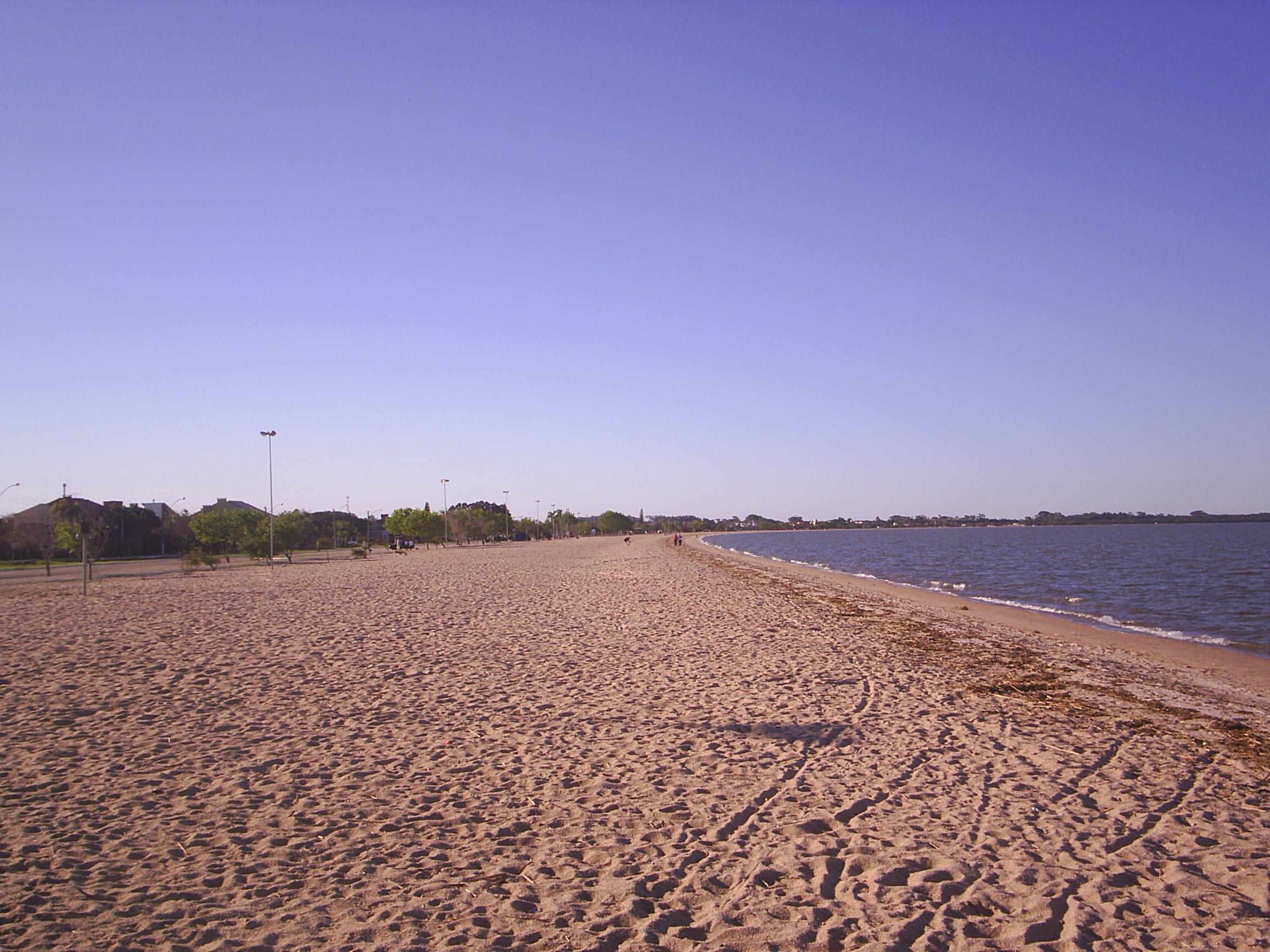
Praia do Laranjal, balneário da cidade de Pelotas

A bibliografia sobre a lagoa dos Patos é escassa. Fontes como a Delegacia da Capitania dos Portos do Rio Grande do Sul, na cidade de Pelotas, fazem referência às dúvidas que atualmente são levantadas sobre a denominação correta - se seria lagoa, lago ou laguna - principalmente em função da ligação direta com o mar, através da barra na Praia do Cassino, no município de Rio Grande.
Os geógrafos e os geólogos consideram-na uma laguna, pela ligação direta com o oceano e por sua água salobra (com salinização variável, dependendo da época do ano e das ocorrências de estiagens). Enquanto os especialistas não chegam a um acordo, permanece a tradicional e consagrada denominação de lagoa dos Patos.
Apesar de alguns mapas já citarem como laguna dos Patos a referida laguna, a maioria dos mapas oficiais continua referindo-se a ela como lagoa dos Patos, de uso mais consagrado. Da mesma forma que o mar Cáspio, na realidade, não é um "mar", mas um "lago", e continua a ser nomeado como mar.

## Municípios da costa
- Barra do Ribeiro
- Tapes
- Arambaré
- Camaquã
- São Lourenço do Sul
- Turuçu
- Pelotas
- Rio Grande
- São José do Norte
- Tavares
- Mostardas
- Palmares do Sul
- Capivari do Sul
- Viamão

## Ilhas
A Lagoa dos Patos tem diversas ilhas.
Na Ilha do Barba Negra, pertencente ao muncípio de Barra do Ribeiro, havia um quilombo, o Quilombo Barba Negra, destruído em 1829 por 160 soldados.
Em São José do Norte, há a Ilha dos Ovos.
Em Pelotas há a Ilha da Sarangonha;
a Ilha das Duas Bocas, localizada no sangradouro da Lagoa Pequena;
e a Ilha da Feitoria, promovida a área de preservação permanente (APP) em 1993.
O município de Rio Grande contém o maior número de ilhas na Lagoa dos Patos:
- Ilha dos Carneiros
- Ilha dos Cavalos
- Ilha do Leonídio
- Ilha do Machadinho
- Ilha dos Marinheiros
- Ilha da Pólvora
- Ilha das Pombas
- Ilha do Terrapleno de Leste
- Ilha da Torotama